# Romoos
Romoos ist eine politische Gemeinde im Wahlkreis Entlebuch des Kantons Luzern in der Schweiz.

## Geographie
Die Gemeindegrenze von Romoos verläuft fast ausschliesslich entlang natürlicher Grenzen. Die Grosse Fontanne bildet die Ost- und Südgrenze. Kurz vor der Grenze zum Kanton Bern, bei Under Freimoos biegt sie gegen Norden ab und trifft beim Gehöft Hängeleflüe auf die Grenze zum Kanton Bern. Entlang eines Grats verläuft diese dann in nördlicher Richtung bis zum Hengst (1372 m ü. M.). Nördlich des Hengsts entspringt der Chrachebach. Dessen Lauf entlang verläuft die Gemeindegrenze zu Hergiswil bei Willisau. Nach einigen Kilometern mündet der Chrachebach von links in die Kleine Fontanne, die östlich des Hengsts entspringt. Die Kleine Fontanne bildet dann bis zu ihrer Vereinigung mit der Grosse Fontanne zur Fontanne die Grenze zu den Gemeinden Menznau und Wolhusen.
Die gesamte Gemeinde liegt im Voralpengebiet im östlichen Teil des Napfberglandes und ist sehr hügelig, teilweise sogar gebirgig, sowie vielfach stark bewaldet. Die Hügel zwischen den einzelnen Bächen sind zum Teil gerodet.
Romoos-Dorf liegt auf einer Anhöhe zwischen der Grosse Fontanne im Osten und dem Altmülibach im Westen und Norden. In den Altmülibach mündet von links der Rächelochbach ein. Kurz nach dieser Vereinigung mündet dieser dann von links in die Grosse Fontanne. Gleich östlich der Berner Kantonsgrenze entspringt der Goldbach, der zuerst ostwärts und dann südwärts fliesst und in den Seeblibach einmündet. Dieser entspringt, allerdings viel weiter südlich als der Goldbach, ebenfalls nahe der Grenze zum Kanton Bern. Er fliesst vorerst in östlicher, dann in südöstlicher Richtung und mündet von links in die Grosse Fontanne ein.
Neben Romoos-Dorf gibt es auf dem Gemeindegebiet zahlreiche Einzelgehöfte und Häusergruppen. Die einzige grössere Siedlung ist Bramboden. Diese liegt auf 1053 m ü. M.; 4,8 km südwestlich des Dorfs.
Vom Gemeindegebiet von über 37 km² ist 60,9 % von Wald bedeckt. Nur 35,7 % werden landwirtschaftlich genutzt, doch es handelt sich teilweise um kargen Boden, dessen Ertrag wesentlich geringer ist als im Flachland. Nur 2,4 % des Gemeindegebiets ist Siedlungsgebiet (Stand 2015/16).
Romoos grenzt im Westen an die Gemeinde Trub im Kanton Bern. Alle anderen Nachbar-Gemeinden liegen im Kanton Luzern. Diese sind im Uhrzeigersinn Hergiswil im Nordwesten, Menznau im Norden, Wolhusen im Nordosten, Doppleschwand im Osten, Entlebuch (Exklave Dieplischwand) und Hasle im Südosten, Schüpfheim im Süden und Escholzmatt-Marbach im Südwesten.

## Bevölkerung
Die Zahl der Bewohner stieg von 1780 bis 1837 stark an (+ 41,9 %). Grund dafür war der hohe Geburtenüberschuss. Nach einer Stagnationsphase bis 1850 setzte in der zweiten Hälfte des 19. Jahrhunderts eine starke Auswanderungswelle in die Industriezentren und nach Amerika ein (1850 – 1900: - 26,7 %). Nach einem kleinen Aufschwung in den 1900er-Jahren folgte ein wahrer Exodus bis ins Jahr 1990 (1910 – 1990: - 41,8 %). Seither geht die Einwohnerzahl stetig leicht zurück (1990 – 2010: - 3,7 %).
Quelle: Bundesamt für Statistik; 1850 bis 2000 Volkszählungsergebnisse, 2010 ESPOP, seit 2011 STATPOP

### Sprachen
Die Bevölkerung benutzt als Alltagssprache eine hochalemannische Mundart. Der Entlebucher Dialekt ist stark beeinflusst vom benachbarten Emmental und unterscheidet sich deutlich von der Stadtluzerner Mundart. Bei der letzten Volkszählung im Jahr 2000 gaben 98,50 % Deutsch, 0,68 % Albanisch und 0,41 % Portugiesisch als Hauptsprache an.

### Religionen – Konfessionen

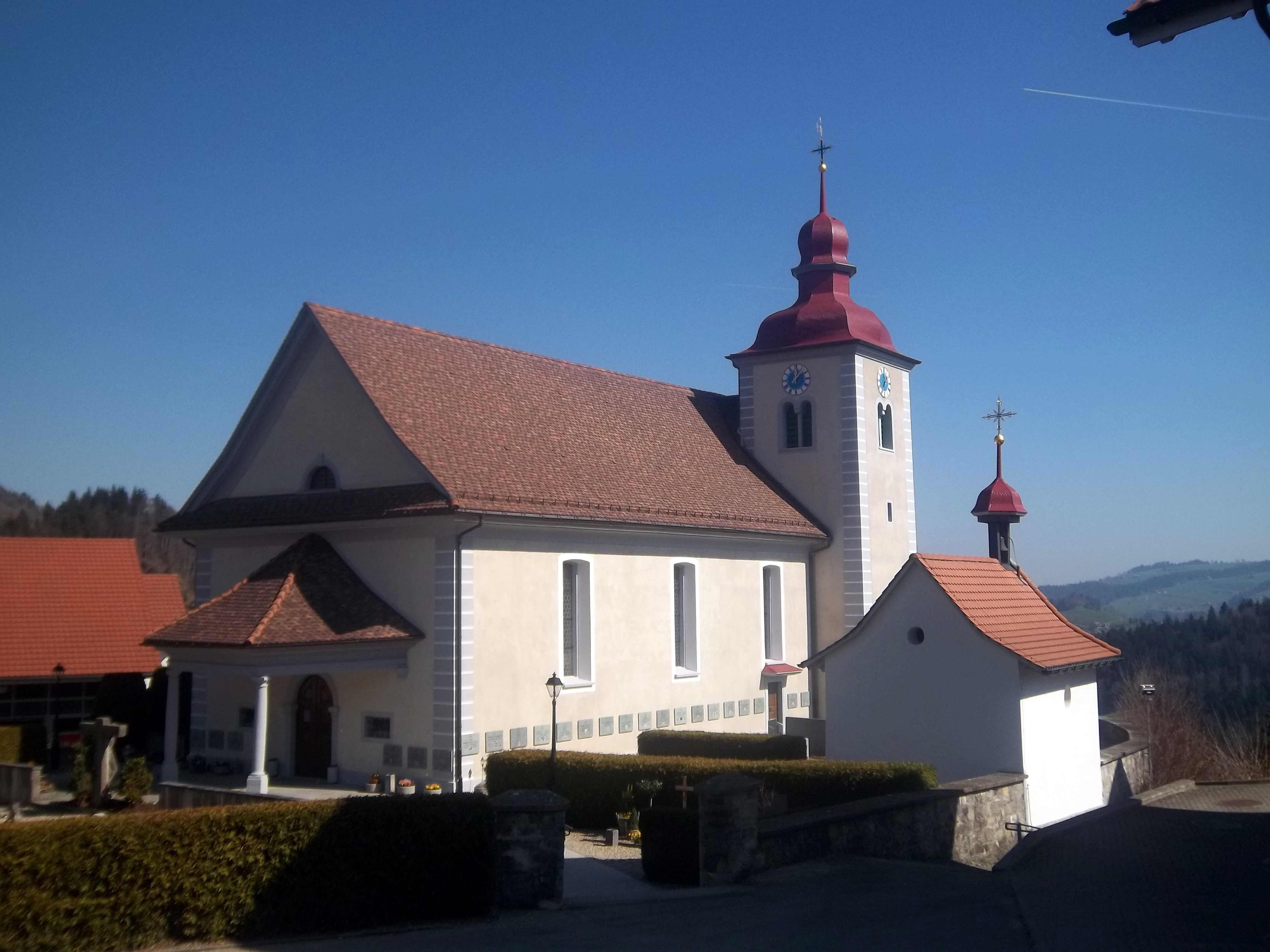
Pfarrkirche St. Maria Magdalena, 1134 geweiht

Früher waren alle Bewohner Mitglied der römisch-katholischen Kirche. Auch heute noch ist die Bevölkerung wesentlich gläubiger als in den verstädterten Regionen der Schweiz. Heute (Stand 2000) sieht die religiöse Zusammensetzung der Einwohnerschaft wie folgt aus: Es gibt 91,39 % römisch-katholische und 4,51 % evangelisch-reformierte Christen. Daneben findet man 0,68 % Muslime und 0,41 % Konfessionslose. Die Muslime sind albanischer Herkunft.

### Herkunft – Nationalität

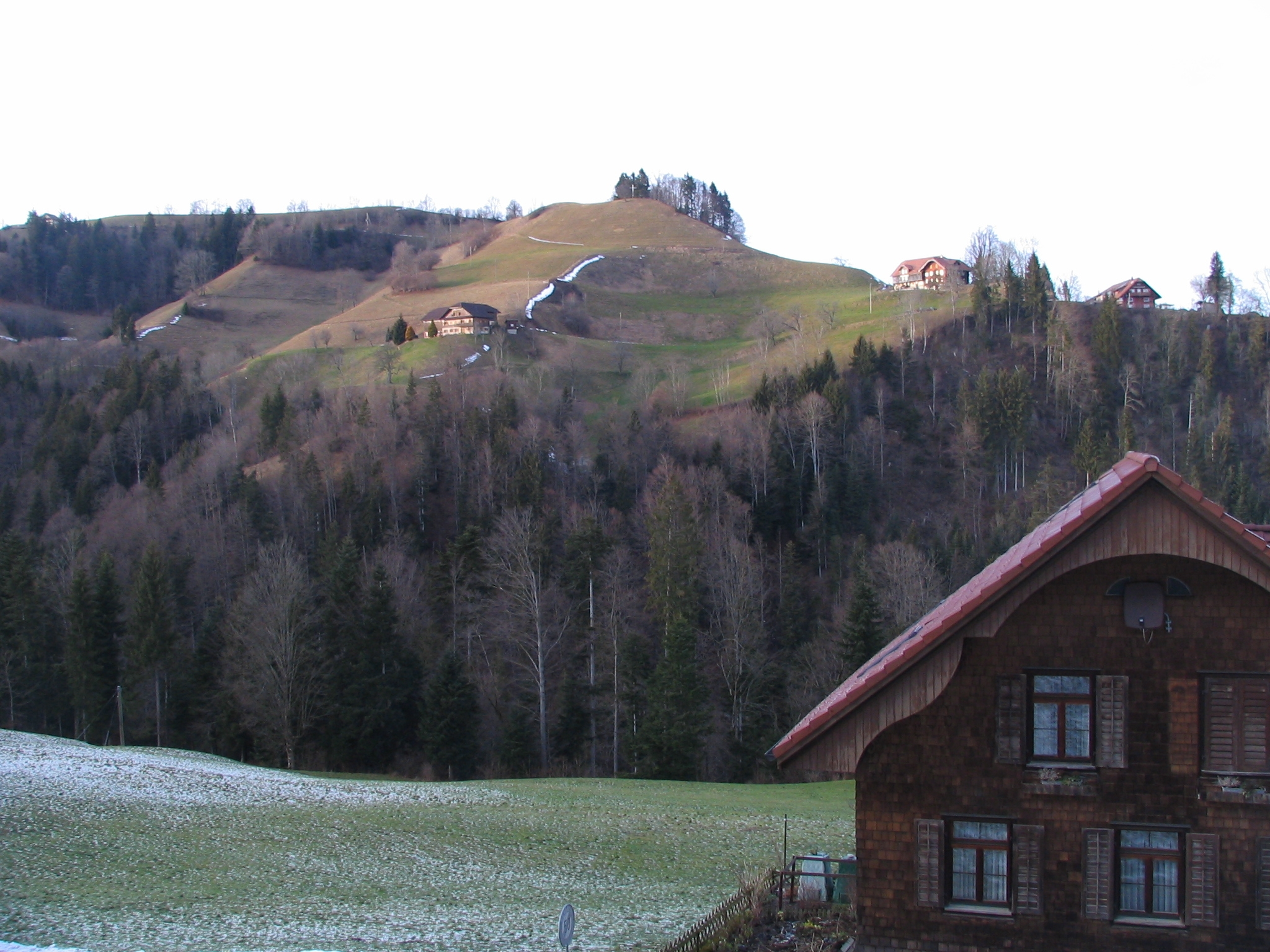
Blick vom Dorf Romoos nordwestlich Richtung Undergrämse

Ende 2022 zählte die Gemeinde 638 Einwohner. Davon waren 616 Schweizer Staatsangehörige und 22 (= 3,4 %) Menschen anderer Staatsangehörigkeit. Die grössten Zuwanderergruppen kommen aus Deutschland, Italien und Portugal (je 3 Menschen). 1 Person stammt aus Kroatien, 9 aus anderen EU-Ländern, und 3 sind asiatischer Herkunft.

## Geschichte

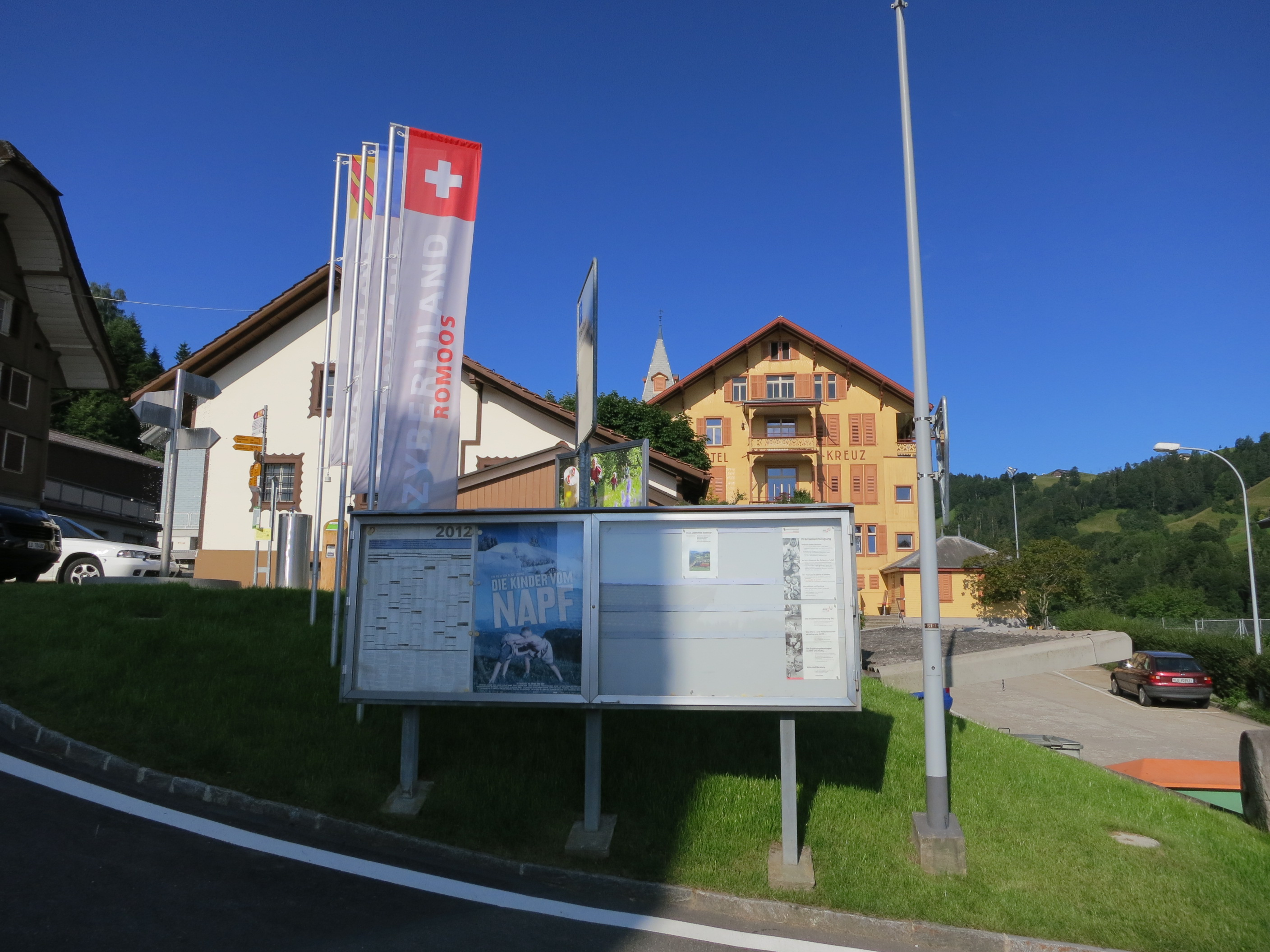
Zyberliland Romoos

Romoos wird unter dem Namen Rormoos im Jahr 1184 in einer Urkunde der Freiherren von Wolhusen erstmals erwähnt. Später gehörte es nominell den Habsburgern. Noch vor der Schlacht bei Sempach 1386 schlossen sich die Entlebucher der aufstrebenden Stadt Luzern an. Die Herrschaft blieb wegen der störrischen Abneigung der Entlebucher gegenüber fremden Herren oft ablehnend, was die Herrschaften in der Stadt angeht. Ein erster Aufstand der Entlebucher gegen Luzern fand im Jahr 1434 statt. Beim Bauernkrieg im Jahr 1653 waren die Entlebucher sehr aktiv dabei. Romoos gehörte von 1798 bis 1803 in der Helvetischen Republik zum Distrikt Schüpfheim und seither zum damals neu geschaffenen Amt Entlebuch.

## Politik

### Gemeinderat
Der Gemeinderat Romoos besteht aus drei Mitgliedern und ist ab 1. Januar 2023 wie folgt aufgestellt:
- Willi Pfulg (Die Mitte): Gemeindepräsident
- Gerhard Birrer (Die Mitte): Gemeindeammann
- Claudia Moser-Furrer (FDP): Sozialvorsteherin

### Kantonsratswahlen
Bei den Kantonsratswahlen 2023 des Kantons Luzern betrugen die Wähleranteile in Romoos: Mitte (einschliesslich Junge Mitte) 55,11 %, SVP (einschliesslich Junge SVP) 32,85 %, FDP 8,23 %, SP 2,63 % und Grüne 1,02 %.

### Nationalratswahlen
Bei den Schweizer Parlamentswahlen 2023 betrugen die Wähleranteile in Romoos: Mitte 50,3 %, SVP 33,5 %, FDP 10,1 %, SP 1,9 %, GPS 1,8 %, glp 0,4 %. übrige 2,0 %.

## Tourismus

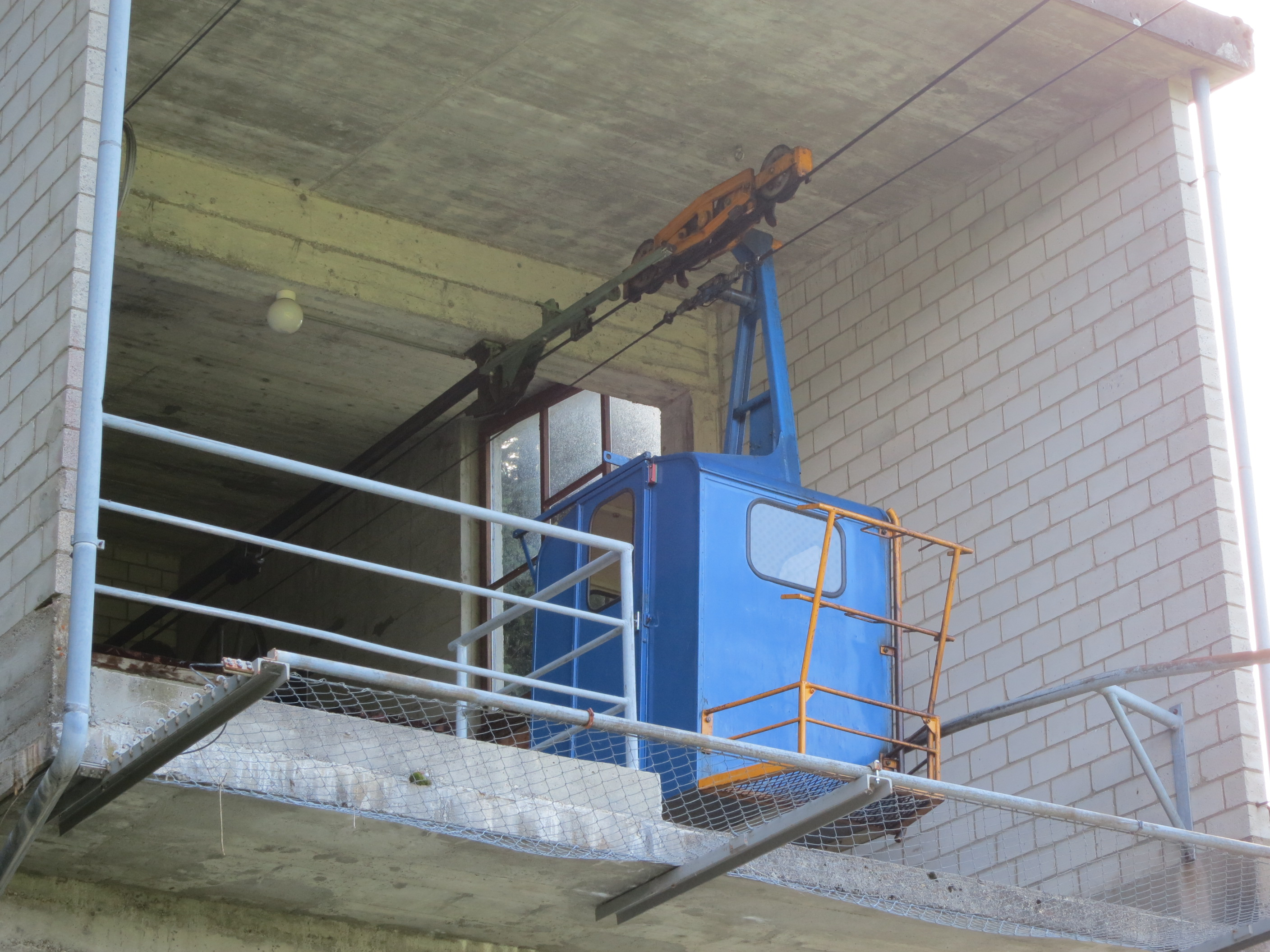
Seilbahn Schwändi-Ober Länggrat

Touristisch richtet sich Romoos über eine Genossenschaft als Zyberliland Romoos (der Name wird von einer Sage zur Zibarte hergeleitet) vor allem an ein junges Publikum, insbesondere an Familien und Schulklassen.

## Kultur
Der Dokumentarfilm Die Kinder vom Napf (2011) von Alice Schmid zeigt aus der Perspektive der Kinder von Romoos ihre weiten Schulwege zum Teil mit der Seilbahn Schwändi-Ober Länggrat, ihre Spiele und ihre Mithilfe auf den Bauernhöfen.
Der Film Köhlernächte (2017) dokumentiert die traditionelle Köhlerei im Bramboden.

## Verkehr
Romoos liegt an keiner Verkehrsachse. Bis ins 19. Jahrhundert gab es keine ausgebauten Strassen hinunter ins Tal der Kleinen Emme (Entlebuch). Romoos ist heute durch die Postautolinie Wolhusen–Doppleschwand–Romoos–Holzwegen durch den Öffentlichen Verkehr erschlossen – der Ortsteil Bramboden an Wochenenden im Sommer durch die Postautolinie Schüpfheim–Hasle–Bramboden.

Damaliger (undatiert)

Bei der 1999 geschlossenen Haltestelle Doppleschwand-Romoos an der Bahnlinie Luzern–Bern zweigt die Strasse Richtung Doppleschwand und Romoos von der Strasse Wolhusen–Langnau BE ab. Die Haltestelle war so viele Kilometer vom Dorf entfernt, dass sie für die Bewohner von Romoos kaum Bedeutung hatte. Der nächste Autobahnanschluss ist 30 km entfernt an der A2.

## Persönlichkeiten
- Josef Duss (1900–1976), Grossrat, Nationalrat
- Paul Duss (* 1936), Grossrat
- Ruedi Lustenberger (* 1950), Nationalrat
- Alice Schmid (* 1951), Schriftstellerin, Filmemacherin
- Lisbeth Herger (* 1956), Journalistin und Autorin
- Pius Schwarzentruber (* 1965), Radrennfahrer